# Polonia Bytom (hokej na lodzie)
BS Polonia Bytom (pełna nazwa: Bytomski Sport Polonia Bytom) – klub hokeja na lodzie z siedzibą w Bytomiu.

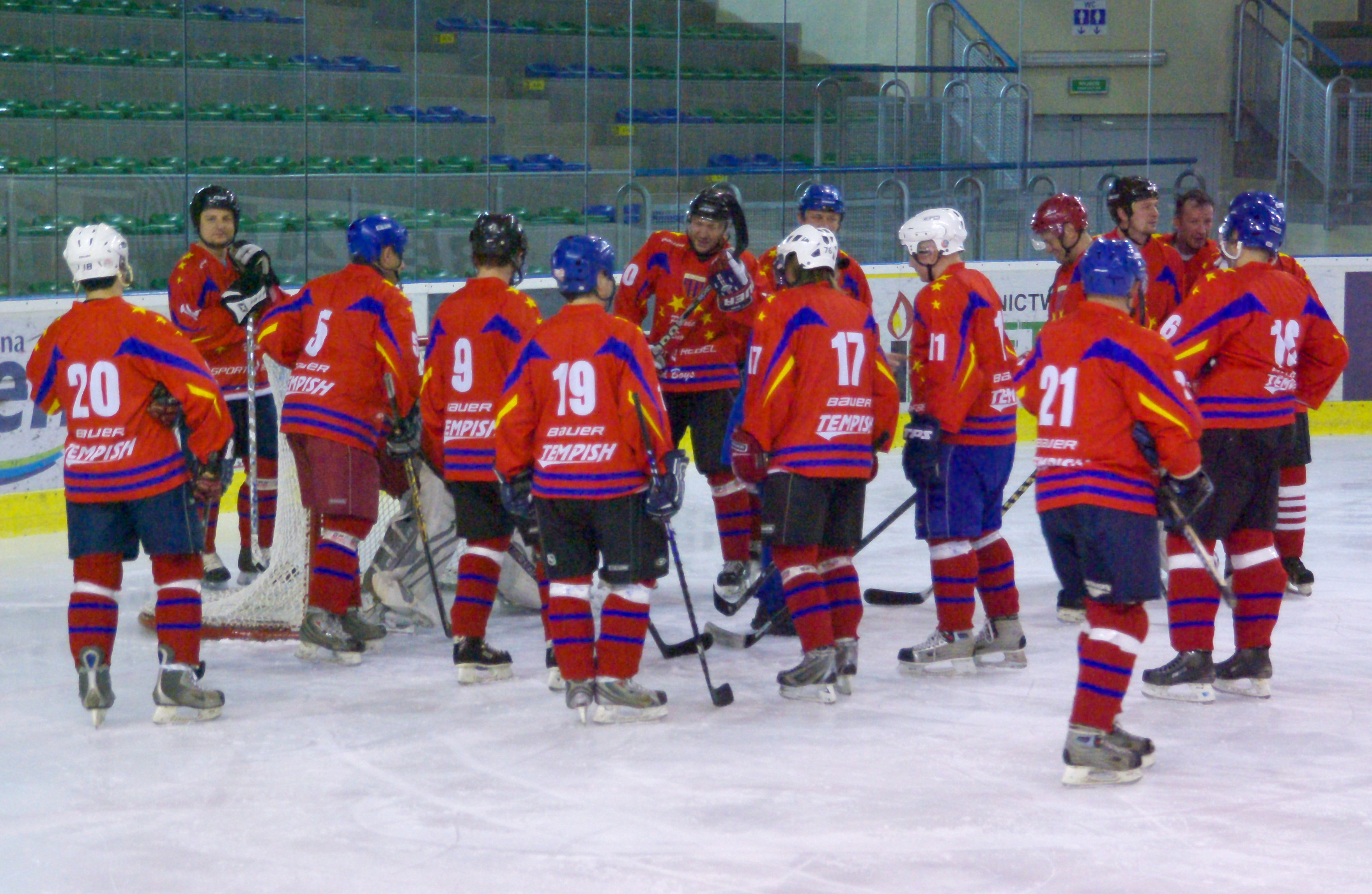
Drużyna oldbojów Polonii Bytom w 2012

## Historia
Klub został założony w październiku 1946. Tymczasowo działał pod nazwą „Ogniwo Bytom”.
Początkowo klub działał jako jedna z sekcji wielosekcyjnej Polonii Bytom. Po raz pierwszy awansował do I ligi w 1981. Pierwsze mistrzostwo Polski Polonia wywalczyła w 1984. W latach 1981–1999 występował w najwyższej klasie rozgrywkowej. Od 22 czerwca 1992 stał się niezależną sekcją i przyjął nazwę BTH Polonia Bytom.
Podczas zebrania członków klubu, które miało miejsce 8 listopada 2001 roku zapadła decyzja o wycofaniu drużyny z rozgrywek PLH i zawieszenia działalności sekcji do 15 sierpnia 2002. Powodem tej decyzji była zła sytuacja finansowa w klubie. Z zespołu odszedł dotychczasowy szkoleniowiec Rudolf Roháček, który rozpoczął pracę w GKS Tychy.
Po zakończeniu sezonu 2004/2005 doszło do remontu hali. Na początku czerwca rozpoczęto wymianę starych drewnianych band na nowe z pleksy. W 2013 drużyna wywalczyła awans do Polskiej Hokej Ligi. W połowie września 2018 roku klub podpisał umowę sponsorską z przedsiębiorstwem Węglokoks Kraj i przyjął nazwę dla zespołu seniorów w PLH: Węglokoks Kraj Polonia Bytom.
Od 2022 roku klub dołączył do struktur Bytomskiego Sportu Polonia Bytom sp. z o.o.
W klubie działa także sekcja kobiet.
W kwietniu 2025 ogłoszono, że władze klubu wykupią tzw. „dziką kartę” uprawniającą do przystąpienia do rozgrywek Polskiej Hokej Ligi od edycji 2025/2026.

## Sukcesy

### Krajowe
- Mistrzostwa Polski:
  - 1 miejsce (6): 1984, 1986, 1988, 1989, 1990, 1991
  - 2 miejsce (3): 1983, 1985, 1987
  - 3 miejsce (3): 1993, 2001, 2017
- I liga:
  - 1 miejsce (5): 1981, 2000, 2007, 2013, 2021
- Puchar „Sportu” i PZHL
  - Zdobywca (3): 1983, 1988, 1989
  - Finalista (1): 1987
- Mistrzostwa Polski juniorów:
  - 1 miejsce (1): 1990
  - 2 miejsce (5): 1984, 1985, 1988, 1994, 1995
  - 3 miejsce (2): 1983, 1992

### Międzynarodowe
- Pucharu Europy
  - Turniej finałowy (1): 1985

### Indywidualne
Tytuł Króla strzelców:
- 1984: Jan Piecko (? goli)

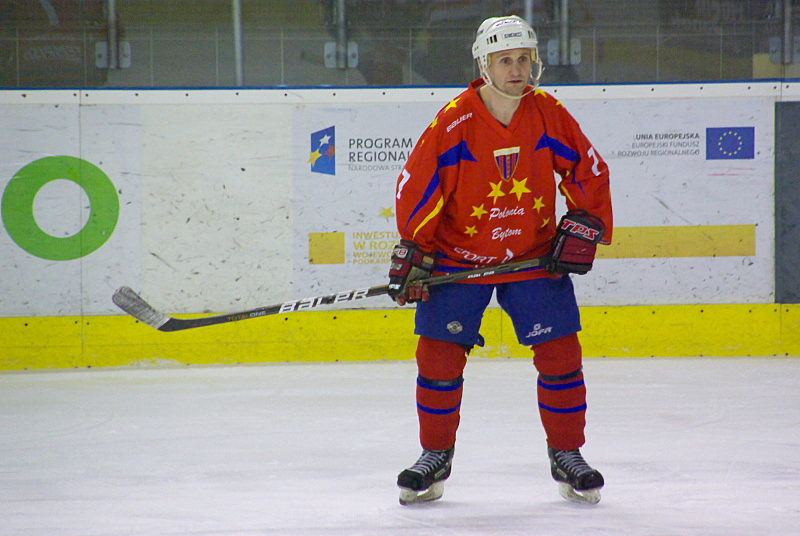
Mariusz Puzio

Zwycięzca Klasyfikacji kanadyjskiej:
- 1988: Marek Stebnicki (62 punkty)
- 1993: Mariusz Puzio (57 punktów)

Plebiscyt Złoty Kij:
- 1984: Jerzy Christ
- 1985: Franciszek Kukla
- 1986: Jerzy Christ
- 1989: Marek Stebnicki
- 1992: Mariusz Puzio

## Poszczególne sezony
Wyniki ze wszystkich sezonów Polonii Bytom
- 1946: Powstanie klubu
- 1947: 4. miejsce w Mistrzostwach Śląska
- 1948:?
- 1949:?
- 1950:?
- 1951:?
- 1952:?
- 1953:?
- 1954:?
- 1955:?
- 1956: 3. miejsce w III lidze
- 1957: 3. miejsce w III lidze
- 1958: 3. miejsce w III lidze
- 1959: ?. miejsce w III lidze (awans)
- 1960: 2. miejsce w II lidze
- 1961: ?. miejsce w I lidze
- 1962: ?. miejsce w II lidze gr. Południe
- 1963: 5. miejsce w II lidze gr. Południe
- 1964: 6. miejsce w II lidze gr. Południe
- 1965: 6. miejsce w II lidze gr. Południe
- 1966: 3. miejsce w II lidze gr. Południe
- 1967: 2. miejsce w II lidze
- 1968: ?. miejsce w II lidze
- 1969: 6. miejsce w II lidze (spadek)
- 1970: ?. miejsce w III lidze
- 1971: 2. miejsce w III lidze
- 1972: 1. miejsce w III lidze (awans)
- 1973: ?. miejsce w II lidze
- 1974: 4. miejsce w II lidze gr. Południe
- 1975: ?. miejsce w II lidze gr. Południe
- 1976: 5. miejsce w II lidze gr. Południe
- 1977: 3. miejsce w II lidze gr. Południe
- 1978: 2. miejsce w II lidze gr. Południe
- 1979: 3. miejsce w II lidze
- 1980: 3. miejsce w II lidze
- 1981: 1. miejsce w II lidze awans
- 1982: 4. miejsce w I lidze
- 1983: 2. miejsce w I lidze
- 1984: Mistrzostwo Polski
- 1985: 2. miejsce w I lidze
- 1986: Mistrzostwo Polski
- 1987: 2. miejsce w I lidze
- 1988: Mistrzostwo Polski
- 1989: Mistrzostwo Polski
- 1990: Mistrzostwo Polski
- 1991: 4. miejsce w I lidze
- 1992: 4. miejsce w I lidze
- 1993: 4. miejsce w I lidze
- 1994: 8. miejsce w I lidze
- 1995: 7. miejsce w I lidze
- 1996: 9. miejsce w I lidze
- 1997: 10. miejsce w I lidze
- 1998: 12. miejsce w I lidze
- 1999: 12. miejsce w I lidze spadek
- 2000: 1. miejsce w I lidze awans[a][5]
- 2001: 3. miejsce w PLH
- 2002: klub wycofany z rozgrywek w trakcie sezonu[6]
- 2003: 4. miejsce w I lidze
- 2004: 3. miejsce w I lidze
- 2005: 2. miejsce w I lidze
- 2006: 4. miejsce w I lidze
- 2007: 1. miejsce w I lidze awans
- 2008: 9. miejsce w PLH
- 2009: 10. miejsce w PLH spadek
- 2010: 8. miejsce w I lidze
- 2011: 3. miejsce w I lidze
- 2012: 2. miejsce w I lidze
- 2013: 1. miejsce w I lidze awans
- 2014: 8. miejsce w PHL
- 2015: 9. miejsce w PHL
- 2016: 7. miejsce w PHL
- 2017: 3. miejsce w PHL
- 2018: 8. miejsce w PHL
- 2019: 11. miejsce w PHL spadek
- 2020: 5. miejsce w I lidze
- 2021: 1. miejsce w I lidze[7]
- 2022: 3. miejsce w I lidze[8]
- 2023: 2. miejsce w I lidze[9]
- 2024: 2. miejsce w I lidze[10]
- 2025: 4. miejsce w I lidze[11]

## Działacze i trenerzy
Działacze: Wacław Kuchar, Zbigniew Bryjak. W 1992 prezesem utworzonej sekcji hokejowej Polonii Bytom została Elżbieta Pawłowska, dyrektor firmy Elpax. 23 maja 2005 został wybrany nowy zarząd klubu. Prezesem został wybrany Mariusz Wołosz, a w skład zarządu weszli także Sławomir Budziński, Joachim Nowak, Gawel Matura oraz Michał Wysocki. Stanowisko prezesa klubu 7 lipca 2008 roku objął Adam Fras. Po nim w 2011 p.o. został Sławomir Budziński.
Albert Mauer, Janusz Stepek, Bolesław Kolasa, Emil Nikodemowicz, Tadeusz Nikodemowicz, Mieczysław Nahuńko, Stanisław Małkow, Rudolf Roháček, Zbigniew Bryjak, Adam Fras, Andrzej Tkacz, Janusz Syposz, Wojciech Matczak, Mariusz Puzio, Wincenty Kawa (od 2011), Andrzej Secemski (I trener w sezonie 2012/2013).
W kwietniu 2013 trenerem od przygotowania fizycznego drużyny został Piotr Szeligowski. W maju szkoleniowcem drużyny został Słowak Miroslav Ihnačák. W maju 2014 głównym trenerem został Wincenty Kawa, a jego asystentami Mariusz Kieca i Mariusz Puzio.
Prezesem klubu od listopada 2012 do grudnia 2014 był Marek Stebnicki. W marcu 2015 prezesem został Andrzej Banaszczak. W połowie 2015 trenerem drużyny został były zawodnik klubu, Dariusz Jędrzejczyk. W lipcu 2016 głównym trenerem został Tomasz Demkowicz, a w funkcji asystenta pozostał Zbigniew Szydłowski. Obaj zostali zwolnieni w połowie października 2017, a ich miejsce zajęli wówczas Andrzej Secemski i Mariusz Kieca. W połowie lutego 2018 głównym trenerem został Czech Aleš Totter, a jako jego asystent został wskazany Andrzej Secemski. W kwietniu 2018 czeski trener ustąpił ze stanowiska. Na początku lipca 2018 głównym trenerem Polonii został mianowany Rosjanin Andriej Parfionow, a jego asystentami Sebastian Owczarek i nadal Zbigniew Szydłowski. W połowie 2019 trenerem seniorskiego zespołu Polonii Bytom został Mariusz Puzio. Ów trener odszedł ze stanowiska po sezonie 2024/2025.
W maju 2025 jako główny trener został przedstawiony Andrej Husau, a trenerem bramkarzy Tomasz Kowalczyk.

## Zawodnicy
Zawodnicy Polonii byli zwykle absolwentami Szkoły Podstawowej nr 36 w Bytomiu.

### Olimpijczycy
Podczas igrzysk olimpijskich występowali w barwach reprezentacji Polski zawodnicy Polonii Bytom: Bolesław Kolasa, Jan Piecko, Jerzy Christ, Krystian Sikorski, Franciszek Kukla, Zbigniew Bryjak, Marek Stebnicki, Leszek Jachna, Gabriel Samolej, Andrzej Kądziołka, Jerzy Sobera, Mariusz Puzio, Krzysztof Kuźniecow.